# Ciemnosmreczyńska Siklawa
Ciemnosmreczyńska Siklawa (słow. Vajanského vodopád, Temnosmrečinský vodopád) – wodospad znajdujący się w Dolinie Ciemnosmreczyńskiej w słowackiej części Tatr Wysokich. Ciemnosmreczyńską Siklawę tworzą wody Ciemnosmreczyńskiego Potoku, który wypływa z Niżniego Ciemnosmreczyńskiego Stawu w Dolinie Ciemnosmreczyńskiej. Wodospad ten ma wysokość ok. 30 m i opada z dolnego progu Doliny Ciemnosmreczyńskiej. W odległości ok. 150 m na północny wschód od Ciemnosmreczyńskiej Siklawy przebiega czerwono znakowany szlak turystyczny, który biegnie od rozdroża w Ciemnych Smreczynach do Niżniego Ciemnosmreczyńskiego Stawu.
Nazwa Ciemnosmreczyńskiej Siklawy pochodzi od Ciemnych Smreczyn w Dolinie Koprowej. Nazewnictwo słowackie (Temnosmrečinský vodopád) ma podobne pochodzenie, drugi wariant tegoż nazewnictwa (Vajanského vodopád) upamiętnia Svetozára Hurbana-Vajanskiego – słowackiego pisarza, publicystę i polityka.
Ciemnosmreczyńskiej Siklawie poświęcony jest fragment jednego z wierszy Jana Kasprowicza – II sonetu z cyklu Krzak dzikiej róży w Ciemnych Smreczynach.